# 명로진
명로진(明魯鎭, 1966년 1월 24일 ~ )은 배우(연기자) 분야에서 은퇴한 대한민국의 작가이자 방송인이다.

## 주요 이력
서울 영등포구 구로본동(현재 서울특별시 구로구 구로본동)에서 출생하여 지난날 한때 서울 영등포구 문래동과 경기도 시흥군 서면 소하리(현재 경기도 광명시 소하동)를 거쳐 제주도 제주시 건입동과 경기도 시흥군 군자면 거모리(현재 경기도 시흥시 거모동)와 경기도 고양군 원당읍 원당리(현재 경기도 고양시 덕양구 원신동)에서 잠시 유아기를 보낸 적이 있는 그의 현재 주요 거주지는 대한민국 경기도 고양시 덕양구이다. 초등학교 4학년 시절(1975년) 처음으로 배우와 작가 두 가지의 꿈을 지니었으며 1984년에 뮤지컬 배우로 첫 데뷔하였으며 1990년에 시문학가(시인)로 첫 입문하였는데 그 후 1994년에 텔레비전 연기자로 정식 데뷔하기 전에는 1991년부터 1994년까지 잠시 스포츠조선 사회생활부 기자, 스포츠조선 문화연예부 기자를 역임하기도 했다.
본관은 서촉(西蜀)이다.

## 경력
- 서울 국제도서전 초청작가(2008년)
- 제1회 인디라이터 북페어 초청강사, 심사위원(2008년)
- 교보문고 북멘토(2008년)

## 학력
- 서울전농초등학교(前) → 서울대방초등학교
- 서울강남중학교
- 서울 배문고등학교 졸업
- 연세대학교 불어불문학과 학사
- 연세대학교 공학대학원 테크노인문학과 공학석사

## 약력
1991년부터 스포츠조선 사회생활부, 문화연예부 기자로 활약하다가 1994년 SBS 방송국에서 취재하던 중 드라마 《도깨비가 간다》의 김준 역으로 특채되면서 정식 배우로 데뷔하였으며, 이후 드라마를 비롯하여 시사교양이나 예능 프로그램에 다수 출연했다.
또한 연기자로 활약하면서도 글쓰기, 책내기, 여행, 자녀 교육 등에 대해 40권이 넘는 책을 냈으며, 1년에 100회 이상 인문학 재미있게 읽기, 글쓰기, 소통에 대한 강연을 하고 있다. 2018년 현재 명로진 인디라이터 연구소(관련 사이트)를 운영하면서 책을 쓰고 싶은 제자들을 양성하고 있으며, 그곳을 거쳐간 수강생들이 낸 책은 2018년 기준으로 150여 권에 달한다.
인문고전에 대한 폭넓은 독서를 바탕으로 고대 그리스 및 중국의 고전을 중심으로 다양한 인문고전 작품을 낭독해 주는 팟캐스트 《명로진 권진영의 고전읽기》를 진행하고 있다. 또한 2018년 현재 연세대학교 공학대학원 테크노 인문학과 겸임교수로 '인문학 글쓰기'를 강의 하고 있으며 EBS 라디오 [북카페]의 메인 MC로 인문 고전을 재미있게 소개하고 있다.

## 출연작
아래에 열거한 작품뿐만 아니라 다수의 작품에 출연하였다.

### 드라마
- 1994년 SBS 월화 미니시리즈 《도깨비가 간다》 ... 킬러 김준 역
- 1994년 SBS 《좋은걸 어떡해》 ... 재벌 2세 정진혁 역
- 1994년 KBS 《드라마게임 - 편도 티켓》
- 1995년 MBC 《베스트극장》
- 1995년 SBS 한국 예인 시리즈 《공옥진》 ... 공옥진의 남편 이준희 역
- 1995년 KBS 《드라마게임 - 복수》 ... 주인공 역
- 1995년 KBS 미니시리즈 《가면 속의 천사》 ... 형사 역
- 1996년 KBS 수목 미니시리즈 《컬러 - 제5화 퍼플, 보라색》 ... 보라의 연인 역
- 1996년 KBS TV 소설 《하얀 민들레》 ... 이수만 역
- 1998년 SBS 수목 미니시리즈 《단단한 놈》 ... 앙드레 지 역
- 2000년 SBS 수목 미니시리즈 《불꽃》 ... 최종혁(차인표 분)의 친구 기자 역
- 2000년 KBS 일일드라마 《소설 목민심서》 ... 개혁파 선비 이주신 역
- 2000년 MBC 시트콤 《세 친구》 ... 살사 바의 살사 댄서 맨 역 (단역)
- 2001년 SBS 일일시트콤 《웬만해선 그들을 막을 수 없다》 ... 윤영의 동네선배 영민 역 (단역)
- 2001년 SBS 수목 미니시리즈 《순자》 ... 기자 이기철 역
- 2002년 SBS 《오픈드라마 남과여》
- 2003년 MBC 일일드라마 《인어아가씨》 ... 은아리영의 살사 강사 역 (특별 출연)
- 2003년 MBC 아침드라마 《그대 아직도 꿈꾸고 있는가》 ... 차문경의 남편 역
- 2003년 SBS 주말극장 《태양의 남쪽》 ... 김용태 역
- 2003년 SBS 드라마 스페셜 《올인》 ... 한명진 역 (특별 출연)
- 2004년 SBS 월화드라마 《2004 인간시장》 ... 김 사장 역
- 2004년 KBS 《무인시대》 ... 순정 역
- 2004년 KBS 《부부클리닉 사랑과 전쟁 - 쉘 위 살사》 ...  명훈 역
- 2005년 MBC 시트콤 《안녕 프란체스카 시즌 3》 ... 바람둥이 남자 역
- 2005년 KBS 어린이 드라마 《마법전사 미르가온》 ... 피호구 역
- 2005년 MBC 월화 미니시리즈 《변호사들》 ... 박호식 검사 역
- 2009년 KBS 아침드라마 《아내와 여자》 ...  조명구 역
- 2009년 MBC 수목 미니시리즈 《히어로》 ... 진도혁의 아버지 역

### 영화
- 1998년 《러브 러브》 ... 만화사 사장 역
- 2001년 《좋은 걸 어떡해》
- 2002년 단편영화 '사이에 두고]]》 ... 남자 주인공 역
- 2002년 《H》 ... 김 기자 역 (우정출연)
- 2005년 《B형 남자친구》 ... 살사 강사 역 (우정출연)
- 2007년 《오래된 정원》 ... 현우 동생 역
- 2010년 《김복남 살인사건의 전말》 ... 지점장 역

### 연극
- 1995년 《덕혜옹주》 ... 만수 도령 역(주연)
- 1996년 《등신과 머저리》 ... 나레이터 겸 수사관 역
- 2005년 《지대방》 ... 혜산 스님 역

### 예능
- 2004년 SBS 반전드라마

### 라디오
- 2007~2008 《TBS 비바 DMB》 진행
- 2011~2012 《EBS FM 스페셜》 진행
- 2012 《EBS 2시의 판타지아》진행
- 2013~2014 《EBS 고전읽기》 진행
- 2015 《EBS FM 책 읽는 라디오 낭독 시리즈》
- 2018 《EBS FM 북카페》 진행

## 저서
- 1. 《사랑은 두가슴이 열려 한 가슴으로 포개지는 꿈입니다》 (1991, 박우사)
- 2. 《내 인생은 24시간 절찬 상영중》 (1997, 가원출판사)
- 3. 《세상이 변해도 나는 튀고 싶다》 (1998, 문예당)
- 4. 《물 속에서 아기를 낳으시겠다구요?》 (2000, 바다출판사)
- 5. 《자동차가 부릉부릉》 (2000, 김영사)
- 6. 《방송이 신통방통》 (2000, 김영사)
- 7. 《연극이 희희낙락》 (2000, 주니어 김영사) <부산 교육청 선정 청소년 필독서/ 문화관광부 선정 전자책 지원도서>
- 8. 《비행기가 비틀비틀》 (2001, 주니어 김영사)
- 9. 《춤이 주춤주춤》 (2002, 주니어 김영사)
- 10. 《세상에 꼭 하나 뿐인 너를 위해》 (2003, 사회평론)
- 11. 《밤이면 밤마다 아이가 뒤집어지는 이야기》 (2004, 해피북스)
- 12. 《명로진의 댄스 댄스 댄스》 (2005, 명상)
- 13. 《제이의 영어모험》 (2005, 서울문화사)
- 14. 《인디라이터》 (2007, 해피니언)
- 15. 《표현하는 아이가 행복하다》 (2008, 마고북스)
- 16. 《펜도롱씨의 똑똑한 세계여행》 (2008, 주니어 김영사) <한우리 독서 논술 선정 필독서>
- 17. 《아빠, 놀아줘요!》 (2008, 대교 북스캔) <2008 문화 관광부 선정 우수 교양 도서>
- 18. 《팝업 북 헬리콥터》 (2008, 웅진주니어)
- 19. 《아이디어 블록》 (2010, 토트/제이슨 르클락 저) ; 역서 <2010 한국경제 선정 추천도서>
- 20. 《베껴라 베껴! 글쓰기 왕》 (2010, 타임주니어/ 이우일 그림)
- 21. 《내책쓰는 글쓰기》 (2010, 바다출판사)
- 22. 《베껴쓰기로 연습하는 글쓰기 책》 (2010.타임팝스)
- 23. 《독님만세》 (2010. 타임주니어)
- 24. 《연애에 말걸기》 (2010. 랜덤하우스)
- 25. 《질문속에 답이있다》 (2011, 토토북)
- 26. 《몸으로 책 읽기》 (2011, 북바이북)
- 27. 《공자 팬클럽 홍대지부》 (2011, 푸른지식)
- 28. 《아이와 꼭 함께 하고 싶은 45가지》 (2011, 북스토리)
- 29. 《에너지 도둑》 (2011, 북스토리)
- 30. 《공부법을 알려주마》 (2012, 글로연)
- 31. 《20 부자가 20 청춘에게》 (2013, imbook)
- 32. 《도쿄 미술관 예술 산책》 (2013, 마로니에 북스)
- 33. 《남자의 교과서》 (2013, 퍼플카우)
- 34. 《서른살 공맹노장이 답이다》 (2013, 엑스오북스)
- 35. 《해피 론리 데이즈》 (2013, 뮤진트리)
- 36. 《누구냐 넌? 장자가 묻는다》 (2013, 청소년 동양고전 시리즈 01, 한언출판사)
- 37. 《마흔의 글쓰기》 (2013, 위너스 북)
- 38. 《행복한 수업》 (2014, 크리스마스 북스)
- 39. 《짧고 굵은 고전 읽기》(2016, 비즈니스 북스)
- 40.《논어는 처음이지》(2017, 세종서적)
- 41.《4차산업혁명 지테크 시리즈-로봇》(2018, 성안당)

## 팟캐스트
- 2014년 ~ 현재 《명로진 권진영의 고전읽기》  진행